# Greve Strand

Greve na planie regionu Sjælland

Greve Strand – miasto w Danii, siedziba gminy Greve. 
Liczba mieszkańców w roku 2006 wynosiła 41 093, a w roku 2014 wynosiła 40 773.